# Rote-Berg
Der Rote-Berg ist eine Erhebung im Erzgebirgsvorland bei Rabenau in Sachsen.

## Lage und Umgebung
Der Rote-Berg erhebt sich 150 Meter südlich des Hotels Rabennest in Rabenau. 838 Meter westlich liegt die Bergkuppe Rabenauer Höhe mit dem Konfessionsdenkmal. Nördlich liegt das Rabenauer Vorholz, östlich die Ortschaft Obernaundorf.

## Geologie
Das Plateau um den höchsten Punkt des Rote-Berg ist ein ca. 17570 qm großes aufgeschüttetes Gelände mit vorwiegend rotem Gestein, welches aus dem unweit liegenden, 1832 abgetragenen Wasserstollen der Stadt Rabenau stammen soll. 

## Heutige Nutzung
Das Plateau ist eine Wiese, die vom Aufwuchs im Frühjahr bis zum Winter als Weidefläche für Mutterkühe genutzt wird. 